# Emily Lesueur
Pour les articles homonymes, voir Lesueur.
Emily Lesueur, née le 7 novembre 1972 à Glendale (Californie), est une nageuse synchronisée américaine.

## Carrière
Lors des Jeux olympiques de 1996 à Atlanta, Emily Lesueur est sacrée championne olympique par équipes avec Tammy Cleland, Suzannah Bianco, Heather Pease, Becky Dyroen-Lancer, Nathalie Schneyder, Heather Simmons-Carrasco, Jill Sudduth, Jill Savery et Margot Thien,.